# Róisín Murphy
Róisín Marie Murphy (en irlandés: /roːˈʃʲiːnʲ/) (Arklow, Wicklow, 5 de julio de 1973); es una cantante, compositora, productora, modelo, diseñadora y actriz irlandesa, conocida por haber formado parte de la banda musical Moloko. Róisín es valorada en el arte de la música por sus innovadores álbumes al igual que en el mundo de la moda por su estilo excéntrico y vanguardista.

## Biografía

### Primeros años
Róisín nació y se crio en Arklow, en el Condado de Wicklow, en Irlanda. Desde una temprana edad fue una niña alegre pero inconformista. Según una anécdota personal, Roísín era fanática obsesiva de las modas de los 60's, que incluso, a los 9 años, llegó a hacerse un corte militar similar al de una cantante de la época, para el espanto de su padre. Su madre atendía tiendas de caridad y realizaba ventas de garaje. A los 12 años, Róisín y su familia se mudaron a Mánchester, Inglaterra. A sus 15 años, Róisín se quedó a vivir con su mejor amiga, tras el divorcio de sus padres. Ambos regresaron a Irlanda, pero pensó que su madre no podría mantenerla. Murphy era víctima de bullying en la escuela, pero también tuvo varios amigos en un grupo de «chicos que vestían de negro y escuchaban The Jesus and Mary Chain». Se mudó a Sheffield a los 17 años con la idea de ingresar en una escuela de arte.

### Moloko: 1994 - 2003
Róisín conoció a Mark Brydon en 1994, en una fiesta, tras la cual comenzaron a juntarse, y pronto comenzaron una relación. Brydon, que había tenido experiencia en la música, invitó a Róisín a su estudio a hacer grabaciones. Así, dada la cantidad de experimentos realizados en el estudio, Róisín y Brydon formaron el dúo Moloko. Su primer sencillo independiente, Where is the What if the What is in Why?, atrajo la atención de Echo Records, la discográfica con la que firmarían. El 20 de noviembre de 1995, Moloko estrenó su primer álbum, Do You Like My Tight Sweater?. El álbum sólo alcanzó el puesto n.º 92 del UK Albums Chart, pero pese a esto, recibió aclamación crítica y gran apreciación del culto underground. Su primer gran éxito fue el sencillo Fun for me, que alcanzó el puesto n.º 36 del UK Singles Chart. El disco los vio explorando diferentes géneros como el funk, el rock, el techno, el pop y el dance, acentuándolos al mismo tiempo como un dúo de electrónica y trip hop.
Su siguiente álbum, I Am Not A Doctor, lanzado en 1998, los vio experimentando fuertemente con el drum and bass, y con creciente presencia de dance en el álbum. El álbum ganó aclamación crítica al igual que su predecesor y llegó al puesto n.º 64 del UK Albums Chart. Su mayor éxito vendría en 1999 con el relanzamiento del sencillo Sing it Back, en una versión remezclada por el productor Boris Dlugosch, la cual llegó al puesto n.º 3 del UK Singles Chart. Things To Make And Do, su tercer álbum se convirtió en el más exitoso disco del dúo llegando al puesto n.º 3 del UK Albums Chart, potenciado por el sencillo The Time is Now, que llegó al puesto n.º 1 del UK Singles Chart. El álbum era más consistente en materia de pop, rock y jazz, y recibió notable aceptación crítica.
La relación romántica de Brydon y Murphy terminaría drásticamente en 2001, y este acontecimiento produjo problemas que acabarían con el dúo el 2003, año en que salió su último álbum, Statues. Este álbum es probablemente el más fuerte líricamente, ya que toman como tema principal el fin de una relación, y musicalmente sería más electrónico que el disco anterior. Statues recibió críticas generalmente positivas, pero un tanto más mixtas, pero fue exitoso en su tiempo, llegando al puesto n.º 15 del UK Albums Chart. Luego, se embarcaron en la gira del álbum, tras la cual Moloko se separó.
A pesar de esto, ambos se reunirían en 2006 tras el lanzamiento de la compilación Catalogue. Entonces, Róisín señalaría que no le interesaba «enterrar» Moloko, y que tal vez podrían regresar.

### Carrera solista: 2004-presente

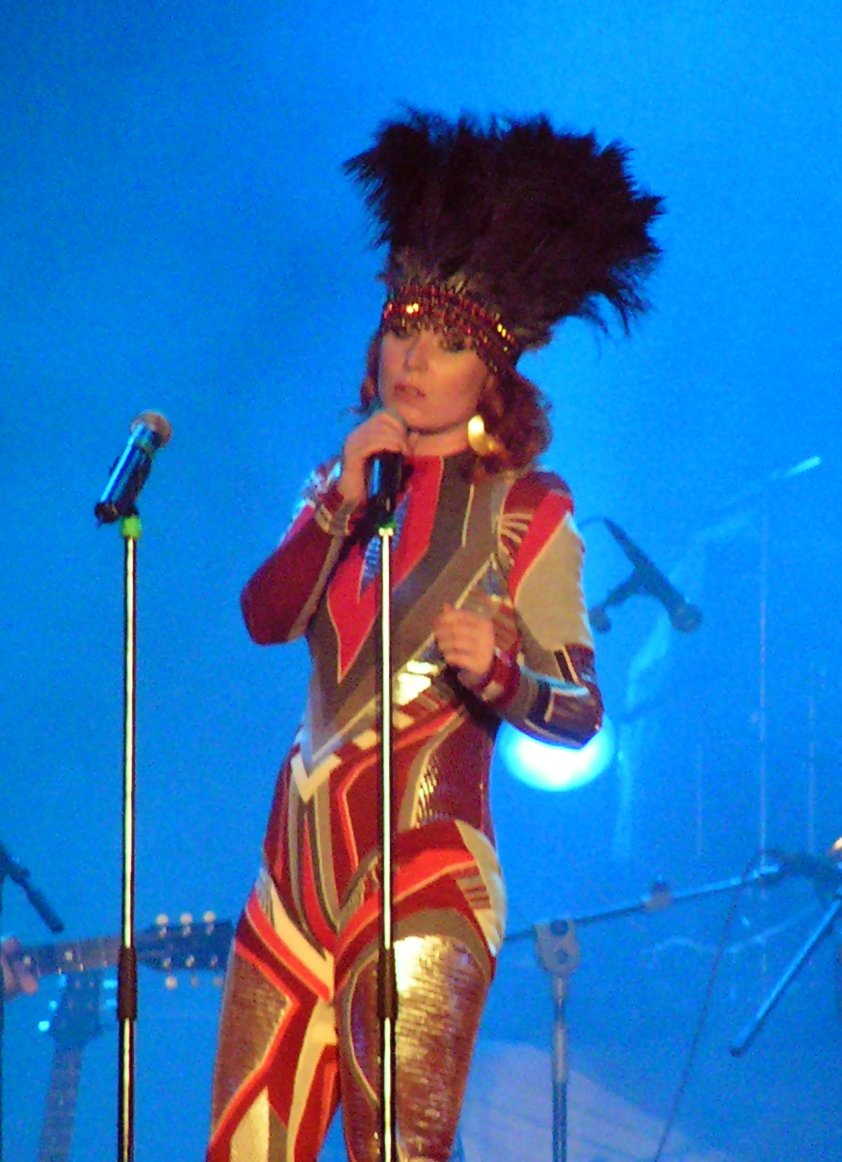
Róisín en un concierto en Haifa, Israel, en junio de 2005.

Róisín empezó a cantar en solitario cuando aún estaba en Moloko. En 1999, participó en la canción The Truth, del álbum de Handsome Boy Modeling School So... How's Your Girl?. En 2001 volvió a trabajar con Boris Dlugosch, en el sencillo Never Enough, que se convirtió en un gran éxito de club, llegando al puesto n.º 15 del UK Singles Chart.

#### Ruby Blue
Róisín empezó a grabar su primer material solista en 2004, con el productor Matthew Herbert, el cual ya había producido remixes para Moloko. El tema Night of the Dancing Flame fue el primero en estrenarse, siendo presentado en 2004 en la recopilación Worldwide Exclusives de Gilles Peterson. Originalmente, Róisín recibió bastante apoyo con su carrera solista por parte de Echo Records, donde había firmado, esta vez como solista. Sin embargo, cuando Róisín presentó el material de su álbum a la división de A&R, estos surgierieron modificar el álbum para darle un sonido más comercial, ya que no veían ningún posible sencillo en él, a lo cual Róisín respondió negativamente, señalando que lo quería "lo más puro posible", por lo que la discográfica decidió ceder. Para la dirección artística del álbum, Róisín contrató al pintor Simon Henwood. Éste realizó varias pinturas de ésta que fueron parte del trabajo artístico y dirigió los videos de los sencillos del álbum. Meses antes del lanzamiento del álbum, 3 EP, Sequins 1, Sequins 2 y Sequins 3, fueron dispuestos en una exposición de arte de Henwood para su promoción. Estos se componen de material del disco.
Ruby Blue, el primer álbum de Róisín en solitario, fue lanzado el 13 de junio de 2005. El álbum era una amalgama de la electrónica de Moloko con aires de jazz, northern soul y música experimental, combinando instrumentos musicales con sonidos de objetos usados cotidianamente. El álbum recibió aclamación crítica, sin embargo, no tuvo el éxito esperado al abrirse al mercado musical, llegando al puesto n.º 85 del UK Albums Chart. Este álbum fue precedido por el sencillo If We're in Love, que si bien obtuvo críticas entusiastas, sólo llegó al puesto n.º 235 del UK Singles Chart. Su segundo sencillo, Sow Into You también fue bien acogido por la crítica, pese a que esta vez falló en entrar al conteo británico. Para promocionar el álbum, Róisín hizo presentaciones especiales alrededor del mundo. Róisín se hizo muy popular también con la utilización de su música en programas y series de TV. El álbum resultó bien recibido comercialmente en Europa, pero tuvo un mal recibimiento comercial en los Estados Unidos.

#### Overpowered
En mayo de 2006, Róisín anunció que había firmado con la discográfica EMI, y que empezó las sesiones de su segundo álbum. El disco, según Róisín, tendría una fuerte influencia disco. El 9 de julio de 2007, salió el primer sencillo de su siguiente álbum, Overpowered. La canción, coescrita con Seiji de Bugz in the Attic y mezclada por Tom Elmhirst recibió críticas bastante entusiastas. Pronto, en octubre apareció su sencillo Let Me Know, el cual se convirtió en un gran éxito, al recibir apoyo crítico y llegar al puesto n.º 25 del UK Singles Chart. Su álbum Overpowered debutó una semana más tarde, llegando al puesto n.º 20 del UK Albums Chart. El álbum recibió excelentes críticas, siendo considerado por diversos críticos y revistas como 'disco del año' además de ser certificado Disco de platino, se reconoció la profundización y madurez de sus líricas, obteniendo un puntaje de 82/100 en Metacritic, lo que equivale a Aclamación Universal. Con el inicio de este álbum se convirtió en una de las mayores exponentes de música electrónica en toda Europa, además de haber recibido atención de la prensa internacionalmente.

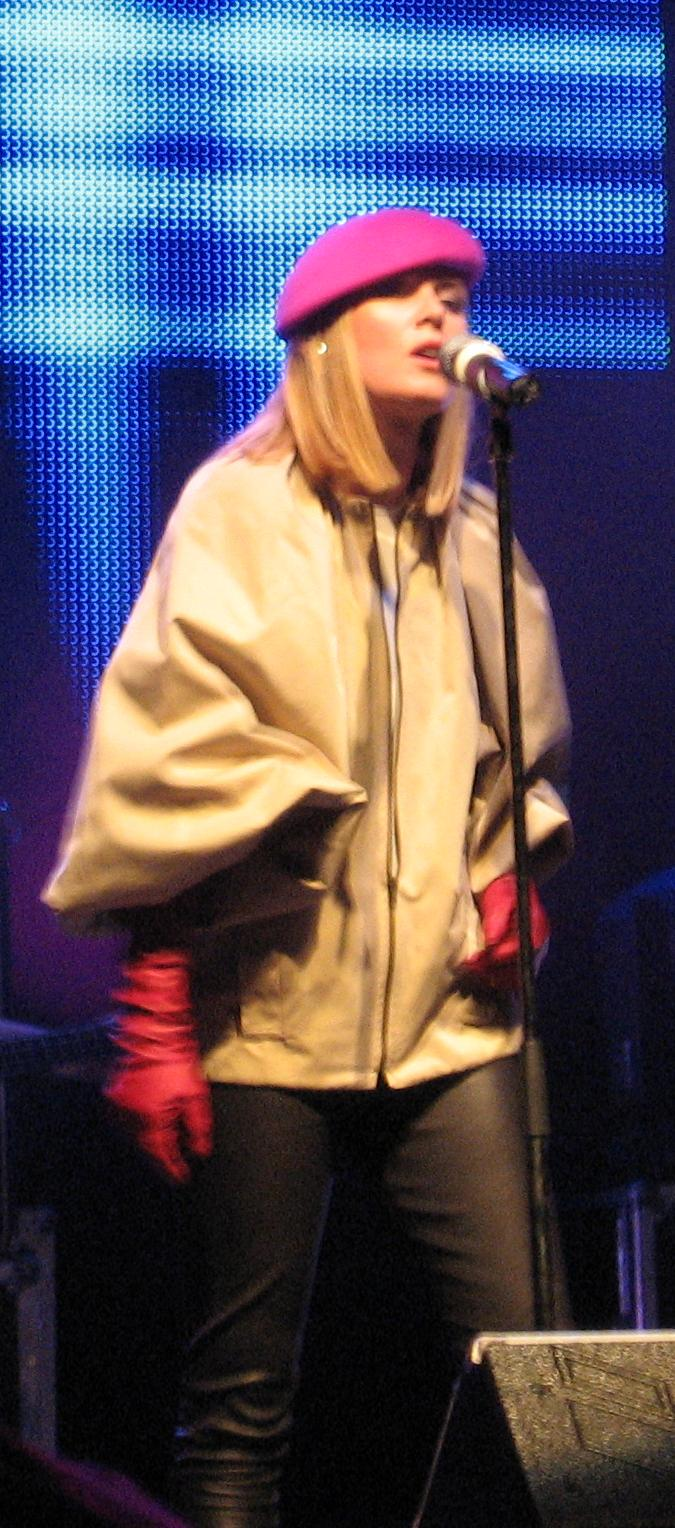
Róisín en una presentación en Belgrado, Serbia, el 26 de agosto de 2007.

Más tarde, Róisín empezó una gira para promocionar el álbum en Europa. El 27 de octubre de 2007, se habría golpeado la cabeza en un club en Moscú, en medio de su gira, y debió ser intervenida por una herida de ojo, debiendo cancelar varias fechas de su gira en Rusia. El 31 de marzo de 2008, salió el tercer sencillo del álbum, You Know Me Better, llegando al puesto n.º 45 del UK Singles Chart.
A pesar del problema de promoción de su sencillo previo, Róisín anunció que en junio de 2008 lanzaría el 4.º sencillo del álbum, Movie Star. Pronto, se anunció que Róisín había grabado una versión del tema Slave To Love de Bryan Ferry, para su uso en un comercial de Gucci, el cual sería lanzado a nivel mundial como sencillo junto con Movie Star. Sin embargo, el 4 de octubre, el lanzamiento del sencillo fue cancelado. Por su parte, Movie Star fue lanzado como sencillo digital en los Estados Unidos en octubre. Originalmente, este sería el primer sencillo del álbum en su lanzamiento en ese país, programado entre finales de 2008 y comienzos de 2009, siendo finalmente cancelado a raíz de los problemas en EMI.

#### Hairless Toys
En agosto de 2008, Róisín señaló que pese a los problemas existentes en EMI, se hallaba trabajando con Seiji en su 3.er álbum de estudio, el cual "tendría la misma vibra de Overpowered".
En 2009, Róisín Murphy detalló en una entrevista que habría abandonado EMI debido a desacuerdos con la discográfica, relacionados con la falta de promoción de Róisín y la cancelación del lanzamiento de su disco en Estados Unidos. Sin embargo, señaló que lanzaría un nuevo sencillo llamado Demon Lover a finales de verano de 2009, el cual consideraría como "un gran tema funky". También indicó que su álbum "tenía una sensación más relacionada con el sonido de Londres y sería más urbano".
A finales de octubre, Róisín anunció que su nuevo sencillo sería estrenado en MySpace. Surgieron rumores de que Demon Lover no sería lanzado después de todo. Finalmente, el 2 de noviembre fue estrenado el tema Orally Fixated, el cual fue lanzado en sencillo digital el 16 de noviembre en Reino Unido y el 17 de noviembre en Estados Unidos. Más tarde, fue confirmado el lanzamiento del sencillo Momma's Place el 18 de enero de 2010.

### Vida personal
Róisín Murphy estuvo en una relación de 7 años con el productor Mark Brydon, con el cual conformaron Moloko. Estos se hicieron amigos desde el momento en que Róisín se acercó a Mark usando la frase: «¿Te gusta mi suéter apretado? Mira como se ajusta a mi cuerpo». Sin embargo, ambos rompieron en 2001, por motivos desconocidos, lo cual afectó el desarrollo de Moloko al punto de su disolución. Pese a que nada ha sido confirmado, actualmente Róisín estaría en una relación con el artista Simon Henwood.
En julio de 2009, se confirmó que Róisín estaba embarazada, y que probablemente estaría esperando una niña. El 16 de diciembre, Róisín dio a luz a su primera hija, llamada Clodagh Henwood.

## Discografía
- Ruby Blue (2005)
- Overpowered (2007)
- Hairless Toys (2015)
- Take Her Up To Monto (2016)
- Róisín Machine (2020)
- Hit Parade (2023)